# 베를린 4국 협정
베를린 4국 협정(영어: Four Power Agreement on Berlin, 러시아어: Четырёхстороннее соглашение по Западному Берлину, 프랑스어: Accord quadripartite sur Berlin, 독일어: Viermächteabkommen über Berlin)은 1972년 연합국 4개국 사이에서 체결된 협정이다.

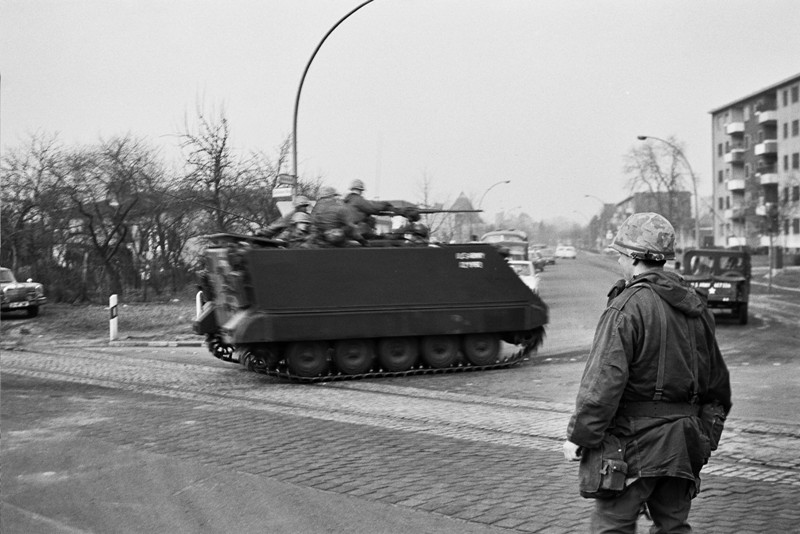
1969년 베를린 첼렌도르프 아침 거리에 나타난 미군 여단. 전쟁이 끝나고 20년이 지났지만 베를린이 아직 연합국의 군사적 지배 하에 놓여 있음을 보여준다

제2차 세계 대전에서 1945년 나치 독일이 패망하면서 독일은 서독과 동독으로 분단됐다. 수도인 베를린은 동독의 영토에 속했으나 수도라는 특수성을 감안해 마찬가지로 서베를린과 동베를린으로 쪼개졌다. 냉전이 심화하면서 미국과 소련의 대립은 심각해졌고 소련은 1948년 베를린 봉쇄를 통해 서베를린에서 서방 세력을 축출하고자 했으나 실패했다. 하지만 이후에도 소련과 동독은 서베를린에 대한 위협을 이어갔다.
1969년 빌리 브란트 서독 외무장관이 연합국 4개국에 대해 서베를린의 지위를 개선하기 위한 회담 개최를 요청했으며 서독도 이와 관련해 동독과 대화할 의향이 있음을 밝혔다. 그해에 쿠르트 게오르크 키징거가 총리직에서 물러나고 브란트가 후임 총리로 취임하면서 서독의 대외 정책에 변화가 생겼다. 브란트는 할슈타인 독트린으로 대변되는 기존의 동독 압박 정책을 포기하고 동방 정책을 펼쳐 동유럽을 포용하여 동독을 대화의 장으로 끌어내고자 했다.
소련과 서독 사이에서 모스크바 조약이 체결되자 연합국 4개국 회담도 진전을 보이기 시작했다. 미국, 영국, 프랑스 등 서방 3국은 서독과 서베를린을 오가는 통행이 방해받지 말아야 한다며 소련을 압박했으나 소련은 통행 문제가 동독의 책임이라며 대화에 적극적으로 임하지 않았다.
그런데 당시 소련은 중소 분쟁의 여파로 중국과의 사이가 최악이었고 데탕트의 분위기 속에서 미국과의 긴장 완화를 간절히 원하고 있었다. 또한 전후에 조정된 독일과 폴란드의 새로운 국경선인 오데르-나이세선을 서독이 인정하기로 한 모스크바 조약이 아직 발효되지 않은 것도 문제였다. 독일 연방의회는 베를린 문제의 해결 없이 모스크바 조약 비준은 어렵다는 입장이었기에 소련으로서는 어느 정도 양보하지 않을 수가 없었다.
동독은 서독으로부터 사실상 승인이 아닌 법률상 승인을 얻기를 원하고 있었다. 하지만 모스크바 조약과 바르샤바 조약에서 동독의 요구는 반영되지 못했고 이에 반발해 동독은 소련이 서방 3국 및 서독과 베를린 문제를 논의하는 것에 대해 비협조적으로 나왔다. 결국 소련은 베를린 문제를 동독이 아닌 서방 3국과 다루기로 결정했다. 레오니트 브레즈네프 소련 공산당 서기장은 발터 울브리히트 동독 공산당 제1서기의 퇴진을 압박했고 1971년 5월 울브리히트가 결국 물러났던 것이다.
소련은 미국과의 양자 협상을 거쳐 서방 3국 및 서독과 협상에 나섰다. 그 결과 소련은 서독과 서베를린을 오가는 통행을 보장하고 그 대신 서베를린에 소련 총영사관을 세우기로 했다. 서베를린 주민들이 서독 여권으로 동유럽을 여행하는 것도 인정받았지만 핵심 의제였던 베를린의 지위에 대해서는 합의에 불발했다.
이 결과를 가지고 만들어진 베를린 4국 협정이 서독 주재 대사들인 케네스 러시(미국), 표트르 아브라시모프(소련), 로저 재클링(영국), 장 소바냐르그(프랑스) 사이에서 1971년 9월 3일 서명되었다. 내용으로는 베를린을 포함한 전독일에 대한 연합국 4개국의 권한과 책임을 확인하고 서베를린에서 동독과 동베를린을 자유롭게 방문할 수 있으며 서베를린에 대한 대표권은 서독이 행사하고 서베를린에 소련이 총영사관을 둘 수 있기로 한 것 등이었다.
이 협정을 계기로 서독과 서베를린 사이의 통행이 크게 완화됐다. 하지만 이와 함께 서방 3국은 "지금까지와 마찬가지로" 서베를린은 서독의 일부가 아니며 서독의 통치를 받지 않는다고 선언했다. 이 양보 때문에 연방대통령 사무실을 비롯한 서독의 국가기관을 서베를린에 둘 수 없었고 서베를린에서 실시되던 연방대통령 선거도 금지되었다.
협정이 서명되었지만 발효까지는 아직 갈 길이 남아 있었다. 소련과 서독 사이에 체결된 모스크바 조약과 서독과 폴란드 사이에 체결된 바르샤바 조약이 서독 의회에서 비준되지 않았음을 이유로 소련이 베를린 협정의 발효를 막았기 때문이었다. 당시 서독은 사민당의 브란트가 자민당과 연정을 꾸리고 있었지만 야당과 의석 차이가 크지 않았다. 연립 여당과 야당의 대립 속에서 조기 총선을 부담스럽게 여긴 야당이 양보하여 두 조약이 비준되었다.

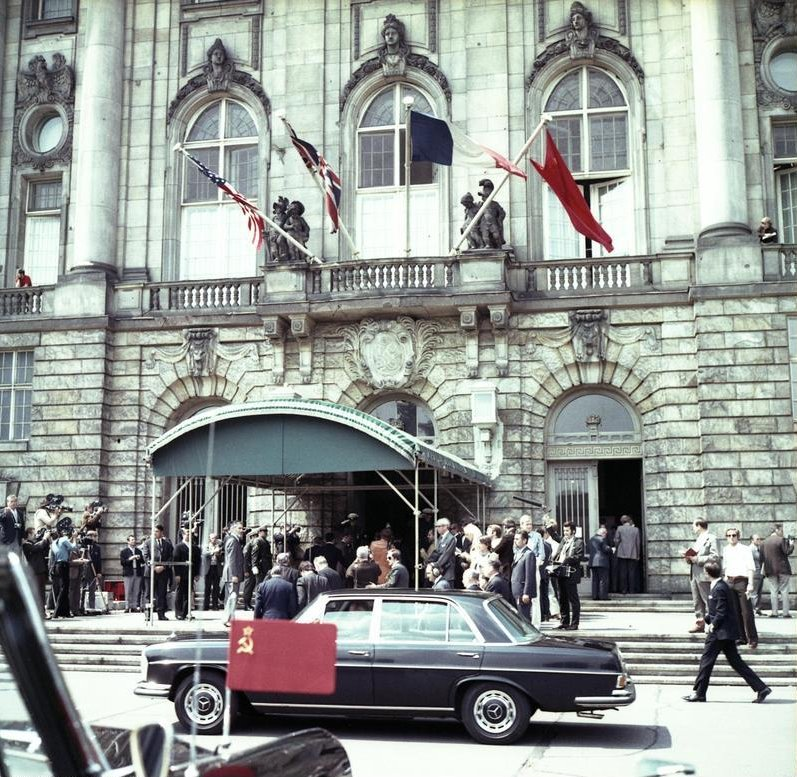
베를린 협정에 서명하기 위해 도착한 4명의 외무장관들

두 조약이 비준 이후 정식으로 발효하자 베를린 협정도 최종 발효만을 앞두게 되었다. 1972년 6월 3일 윌리엄 P. 로저스 미국 국무장관, 안드레이 그로미코 소련 외무장관, 앨릭 더글러스흄 영국 외무장관, 모리스 쉬만 프랑스 외무장관이 서명하면서 베를린 4국 협정도 발효했다.
소련은 베를린 협정을 두 개의 독일의 근거로 삼고자 했으나 싫든 좋든 동독은 서독에 대한 의존이 심해졌고 1970년대와 1980년대 두 독일의 교류는 해를 거듭할수록 증가했다. 1973년에 동서독 기본 조약이 체결되었고 같은 해에 동서독은 유엔에 동시 가입했다. 이후에도 관광, 문화, 통신 등에서 많은 합의가 이루어졌고 1990년 독일의 재통일까지 이어지게 되었다.
베를린 4국 협정은 영어, 러시아어, 프랑스어로 쓰여진 것을 정문으로 하며 독일어는 정문으로 취급되지 않았다. 그러다보니 서독과 동독은 정치적인 입장이 가미된 해석을 각자 내놓기도 했다.

## 같이 보기
- 모스크바 조약
- 바르샤바 조약
- 동서독 통과 협정
- 동서독 기본 조약
- 2+4 조약

## 참고 문헌
- 손선홍 (2005). 《분단과 통일의 독일 현대사》. 소나무. ISBN 89-7139-545-1.